# Судоли (Лодзинське воєводство)
Судоли (пол. Sudoły) — село в Польщі, у гміні Блашки Серадзького повіту Лодзинського воєводства.
Населення — 114 осіб (2011).
У 1975-1998 роках село належало до Серадзького воєводства.

## Демографія
Демографічна структура станом на 31 березня 2011 року:
|          | Загалом | Допрацездатний вік | Працездатний вік | Постпрацездатний вік |
| -------- | ------- | ------------------ | ---------------- | -------------------- |
| Чоловіки | 56      | 13                 | 38               | 5                    |
| Жінки    | 58      | 10                 | 32               | 16                   |
| Разом    | 114     | 23                 | 70               | 21                   |